# Pasco (provincie)
Pasco is een Peruaanse provincie. Samen met twee andere provincies vormt Pasco de regio Pasco. De provincie heeft een oppervlakte van 4.759 km² en heeft 157.310 inwoners (2015). De hoofdplaats van de provincie is het district Chaupimarca; drie van de dertien districten vormen samen de stad  (ciudad) Cerro de Pasco.
De provincie grenst in het noorden aan de provincie Daniel Alcides Carrión en de regio Huánuco, in het oosten aan de provincie Oxapampa, in het zuiden aan de regio Junín en in het westen aan de regio Lima.

## Bestuurlijke indeling
De provincie Pasco is opgedeeld in dertien districten, UBIGEO tussen haakjes:
- (190101) Chaupimarca, hoofdplaats van de provincie en deel van de stad (ciudad) Cerro de Pasco
- (190102) Huachón
- (190103) Huariaca
- (190104) Huayllay
- (190105) Ninacaca
- (190106) Pallanchacra
- (190107) Paucartambo
- (190108) San Francisco de Asís de Yarusyacán
- (190109) Simón Bolívar, deel van de stad (ciudad) Cerro de Pasco
- (190110) Ticlacayán
- (190111) Tinyahuarco
- (190112) Vicco
- (190113) Yanacancha, deel van de stad (ciudad) Cerro de Pasco

Daniel Alcides Carrión · Oxapampa · Pasco